# Cordillera de Shikoku

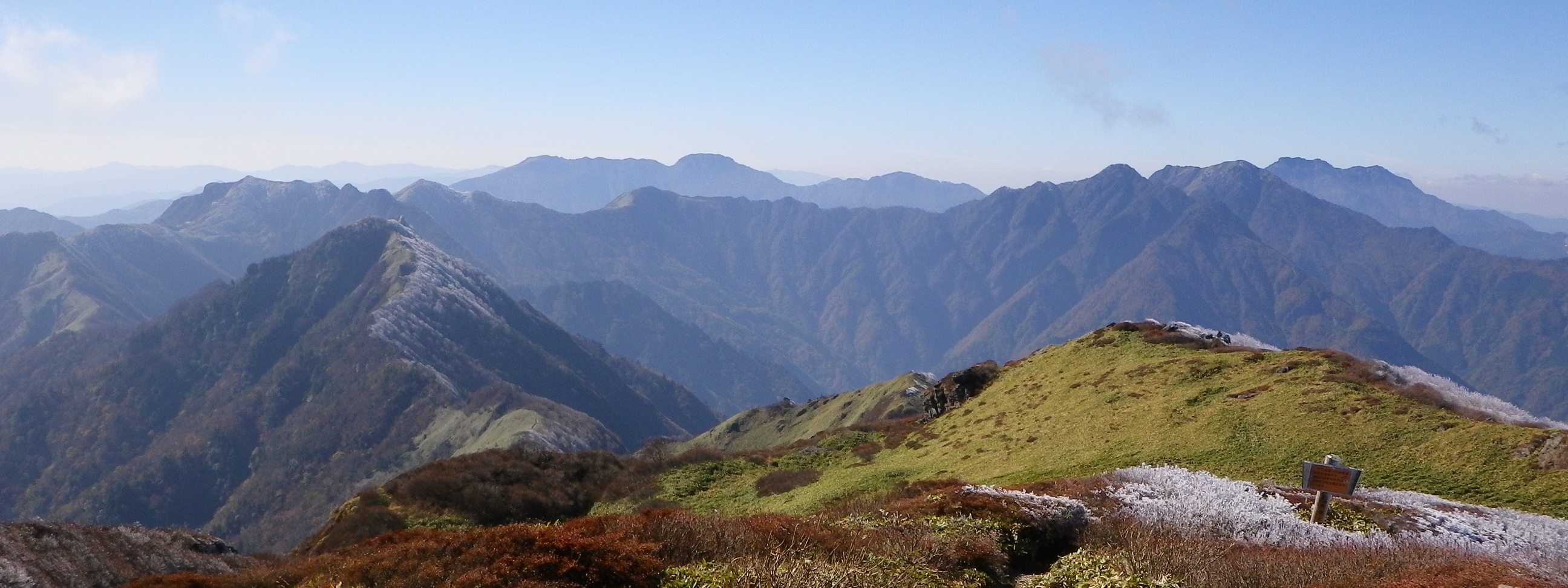
Montañas Shizuchi vistas desde el monte Sasa (Sasa-ga-mine), en Shikoku, Japón. Mirando hacia el suroeste.

La cadena montañosa de Shikoku (四国山地 Shikoku-sanchi?) es una cadena montañosa que atraviesa la zona central de la isla de Shikoku en sentido este-oeste. Se extiende al sur de la Línea Tectónica Media (中央構造線 Chūō Kōzō-sen?) y está constituida por montañas que en muchos casos superan los 1000 m de altura. También se la conoce como Cordillera de Shikoku (四国山脈 Shikoku Sanmiaku?).
Los montes más importantes son el monte Ishizuchi y el monte Tsurugi (剣山 Tsurugi-san?).

## Clima
La zona que se encuentra al norte de la cadena tiene un clima mediterráneo, conocido como Clima del Mar Interior de Seto (瀬戸内海式気候 Setonaikai-shiki Kikō?). El clima es cálido y con escasas lluvias, por lo que es la región que mayor cantidad de días despejados tiene a lo largo de todo el año. La contracara es que hay muchas localidades tienden a sufrir escasez de agua. A pesar de ser una región cálida dentro de Japón, durante el invierno las corrientes de aire frío que atraviesan el estrecho de Kanmon chocan con la cadena montañosa, produciéndose nevadas, razón por la cual también hay muchas pistas para practicar esquí.
La zona que se encuentra al sur de la cadena montañosa tiene un clima característico de la costa japonesa del Pacífico. Por la influencia de la corriente de Kuroshio el clima es cálido y la niebla en la zona costera es escasa. Durante el verano los vientos estacionales soplan desde el Pacífico, provocando abundantes precipitaciones; y también suele sufrir las consecuencias de la aproximación de los tifones. Durante el invierno los vientos que soplan desde el mar de Japón se ven obstaculizados, por lo que el clima se vuelve seco y la mayor parte de los días resultan despejados.